# Горно Любине
Горно Любине е село в община Призрен, Призренски окръг, Косово. Населението му е 5000 души бошняци.